# Sangesur

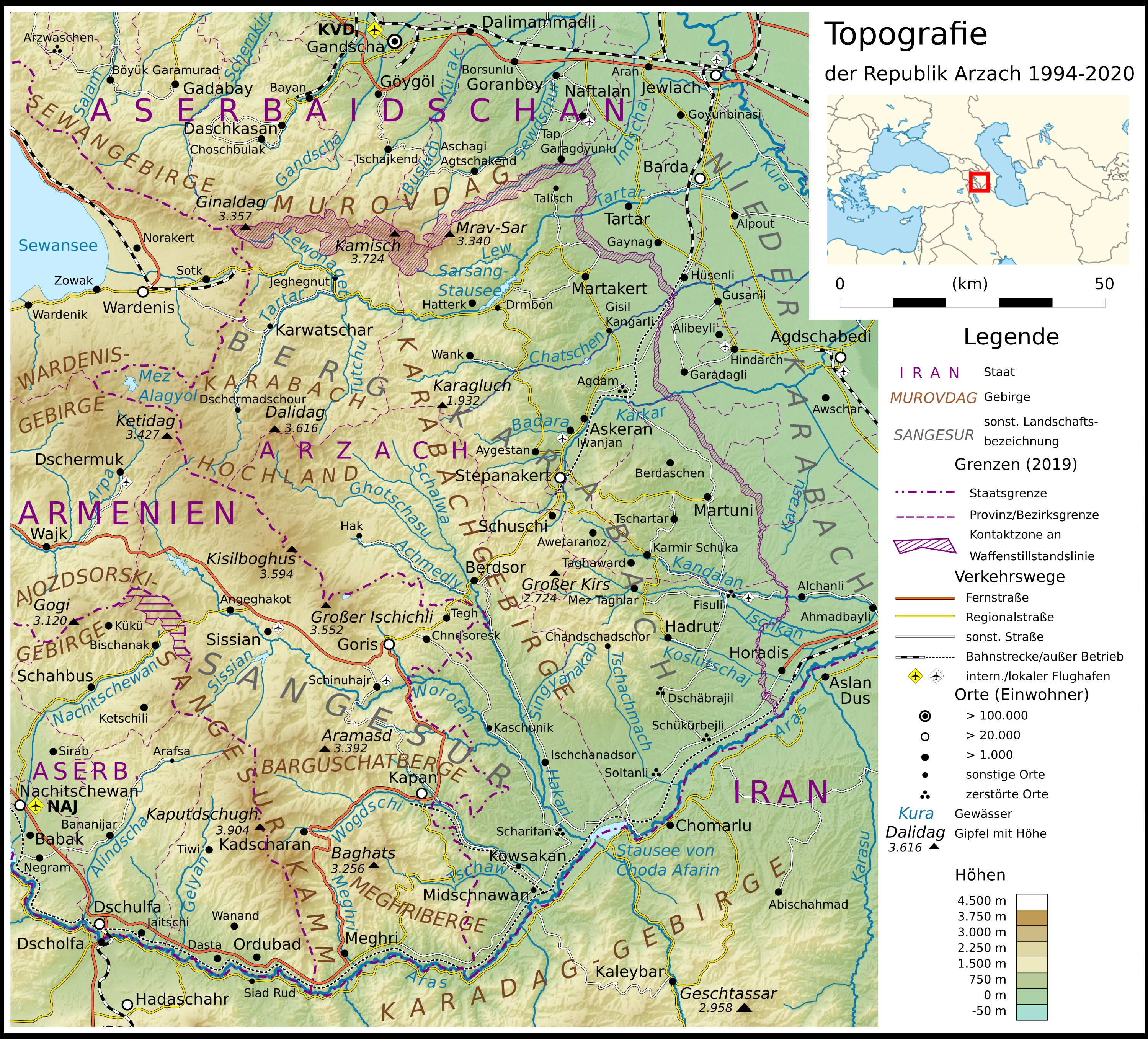
Topografie an der Grenze zwischen Armenien und Aserbaidschan, Sangesur erstreckt sich im Südwesten.

Sangesur (armenisch Զանգեզուր, aserbaidschanisch Zəngəzur) ist eine historische Region im Kaukasus. Ihr Gebiet deckt sich weitgehend mit dem der heutigen armenischen Provinz Sjunik, reicht aber auch in die heutige aserbaidschanische Autonome Republik Nachitschewan und die gegenwärtige armenische Provinz Wajoz Dsor. Die Bezeichnung ist historisch und wird heute vorwiegend inoffiziell verwandt.

## Geschichte

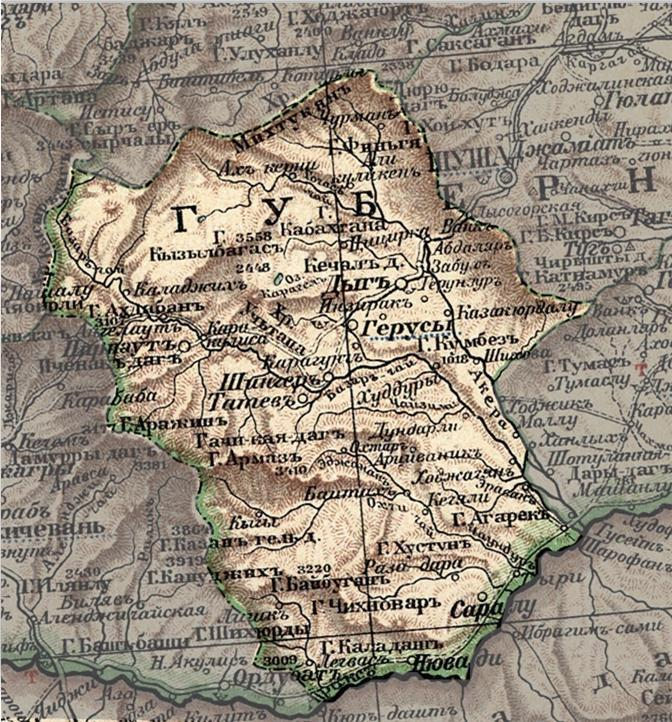
Uyesd Sangesur im Russischen Kaiserreich

Im Altertum war Sangesur Teil der historischen Provinz Sjunik von Großarmenien. Die historische Provinz war deutlich größer als die gegenwärtige Provinz Sjunik. Während der wechselvollen Geschichte Armeniens im Mittelalter gehörte es zu wechselnden islamischen Reichen sowie zum Armenischen Staat der Bagratiden, zum Königreich Georgien und den ihm nachfolgenden mongolischen und türkischen Reichen.
Anfang des 17. Jahrhunderts deportierte der persische Schah Abbas I. einen Teil der armenischen Bevölkerung ins Landesinnere Persiens. Im 18. Jahrhundert fanden mehrere Aufstände armenischer Bevölkerung gegen die persische Macht statt. Im 19. Jahrhundert wurde die Region durch das Russische Kaiserreich annektiert.
Nach dem Ersten Weltkrieg war es 1918 bis 1920 zwischen der Demokratischen Republik Armenien und der Demokratischen Republik Aserbaidschan umstritten. 1924 wurde das Gebiet weitestgehend Teil der Armenischen SSR innerhalb der Sowjetunion. Danach erfolgte eine bedeutende Abwanderung der Aserbaidschaner aus diesem Gebiet.

## Kulturdenkmäler

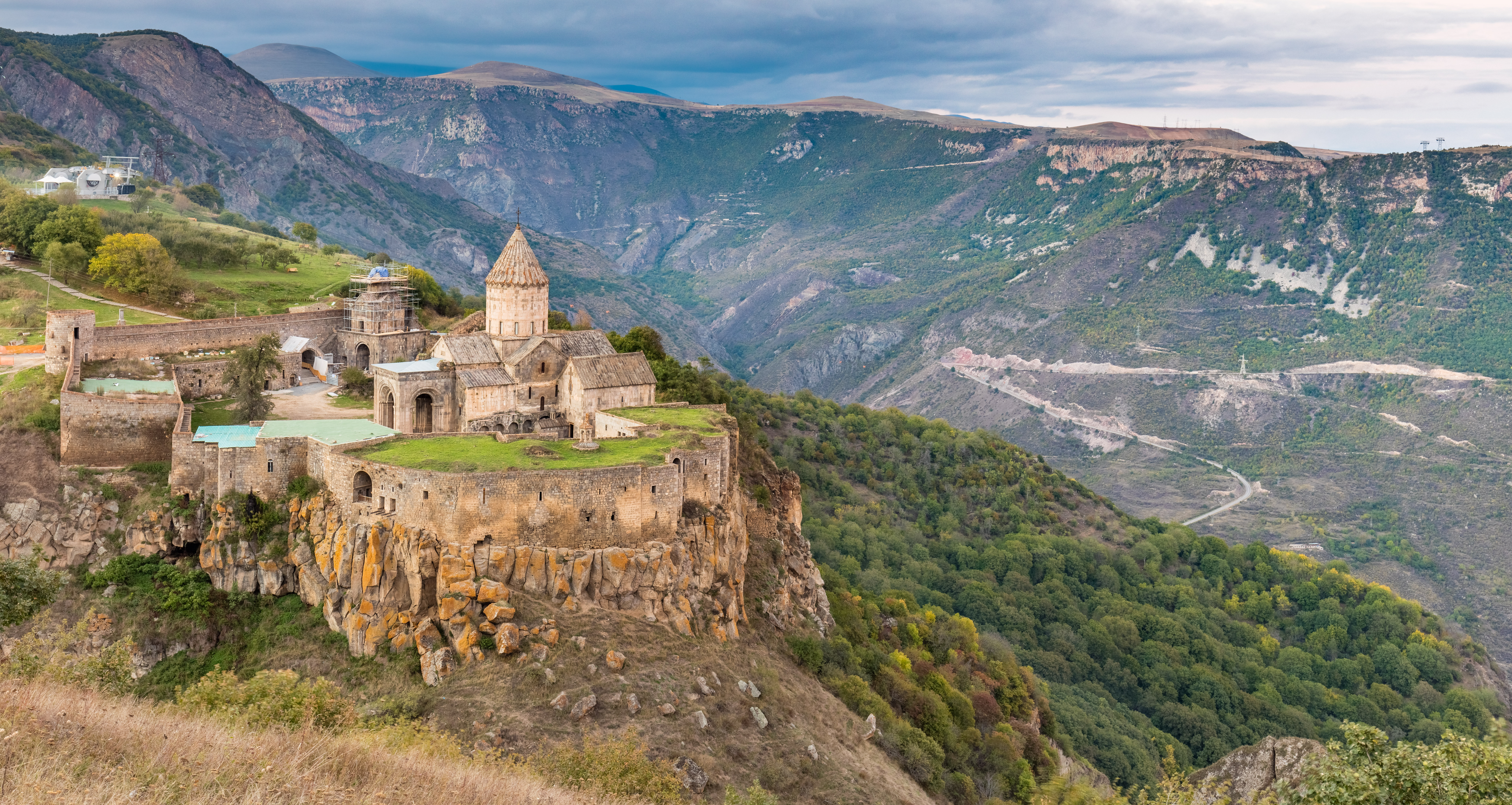
Kloster Tatew

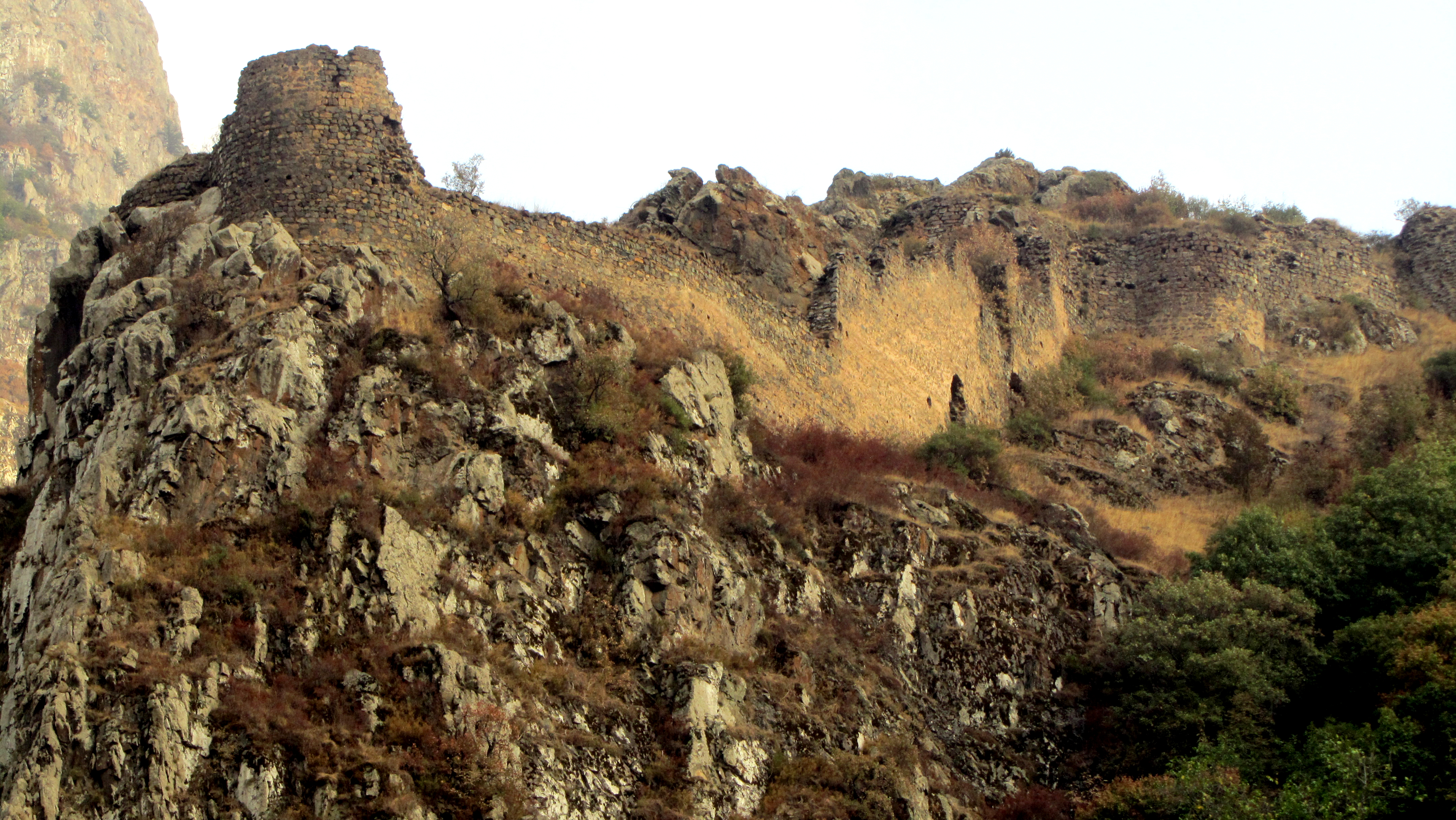
Festung Baghaberd

Neben dem berühmten Kloster Tatew sind in Sangesur zahlreiche mittelalterliche Kirchen, andere Klöster (z. B. Gndewank, Wahanawank) und Burgruinen erhalten.

## Wirtschaft
Sangesur ist traditionell ein Bergbaugebiet. Das Sangesurer Kupfer- und Molybdänkombinat, das seit 2004 zu 60 % der deutschen Cronimet Mining AG gehört, ist der größte Steuerzahler Armeniens.